# Šelmberk (přírodní památka)
Šelmberk je přírodní památka evidenční číslo 5680 v okrese Tachov. Nachází se v CHKO Český les ve vrcholové části vrchu Na Skalkách ve výšce 760–769 m n. m. asi šest kilometrů západně od Lesné. Chráněné území s rozlohou 1 ha bylo vyhlášeno 27. prosince 2011. Důvodem jeho zřízení je výskyt skalních výchozů rozvadovského žulového masivu s populací submediteránního mechu Metaneckera menziesii.
Přírodní památka, ve které se zachovaly drobné zbytky hradu Šelmberk, je přístupná z Lesné po zeleně značené turistické trase.